# Borsod-Abaúj-Zemplén vármegyei labdarúgó-bajnokság (másodosztály)
A Borsod-Abaúj-Zemplén vármegyei másodosztály a megyében zajló bajnokságok második osztálya, országos szinten ötödosztálynak felel meg. A bajnokságot a megyei szövetség írja ki, a küzdelmek idén három (Északi, Keleti, Közép) csoportban folynak. A bajnokok a Borsod-Abaúj-Zemplén Vármegye I-ben folytathatják, az utolsó helyen záró csapatok pedig a Borsod-Abaúj-Zemplén Vármegye III-ban folytatják küzdelmeiket.

## Csapatok 2018/2019
2018/2019-ben az alábbi csapatok szerepelnek a bajnokságokban:
Északi csoport:
| Csapat               | Település       |
| -------------------- | --------------- |
| Alsóvadász SE        | Alsóvadász      |
| Alsózsolcai KSC      | Alsózsolca      |
| Aszaló SE            | Aszaló          |
| Bódvaszilas KSE      | Bódvaszilas     |
| KSE Dédestapolcsány  | Dédestapolcsány |
| Mályinka SE          | Mályinka        |
| Miskolci VSC         | Miskolc         |
| Bányász LC Rudabánya | Rudabánya       |
| Sajósenye-Arnót SE   | Sajósenye       |
| Sajószentpéter SZSE  | Sajószentpéter  |
| Sajóvámos SC         | Sajóvámos       |
| Szendrő VSSZK        | Szendrő         |
| Szirmabesenyői SK    | Szirmabesenyő   |
| Tiszalúc NKSE        | Tiszalúc        |
| Varbó Bányász SE     | Varbó           |

Keleti csoport:
| Csapat                | Település       |
| --------------------- | --------------- |
| Abaújszántó VSE       | Abaújszántó     |
| Erdőhorváti SE        | Erdőhorváti     |
| Garadna SC            | Garadna         |
| Gönc VSE              | Gönc            |
| Karcsa KSE            | Karcsa          |
| Kenézlő SE            | Kenézlő         |
| Mezőzombor FC         | Mezőzombor      |
| Pácin SE              | Pácin           |
| Pálháza FC            | Pálháza         |
| Sárospataki TC        | Sárospatak      |
| Sátoraljaújhelyi TKSE | Sátoraljaújhely |
| Taktaharkányi SE      | Taktaharkány    |
| Tarcal FC             | Tarcal          |
| Telkibánya SE         | Telkibánya      |
| Tiszaladány KTPSIE    | Tiszaladány     |
| Tokaj FC              | Tokaj           |

Közép csoport:
| Csapat                  | Település      |
| ----------------------- | -------------- |
| Cserépfalu KSE          | Cserépfalu     |
| Emőd ÁIDSE              | Emőd           |
| Harsány SE              | Harsány        |
| Hernádnémeti SE         | Hernádnémeti   |
| Kisgyőr KSE             | Kisgyőr        |
| Mezőcsát VTSE           | Mezőcsát       |
| Mezőkeresztes VSE       | Mezőkeresztes  |
| Mezőnagymihály KSE      | Mezőnagymihály |
| Nyékládházi DSE         | Nyékládháza    |
| Ónod SE                 | Ónod           |
| Sajószöged KTK          | Sajószöged     |
| Tibolddaróc SE          | Tibolddaróc    |
| Tiszabábolna Rákóczi SE | Tiszabábolna   |
| Tiszakeszi KÜSE         | Tiszakeszi     |
| Vatta FC                | Vatta          |